# Henri Aubry
Henri Aubry (* 28. März 1922 in Bagneux; † 20. Juli 2012 in Blaye) war ein französischer Radrennfahrer und Weltmeister im Radsport.
Der erste größere Erfolg in seiner sportlichen Laufbahn war der Gewinn der Meisterschaft der Auvergne 1943. Danach gewann er als Amateur noch einige Kriterien und wurde 1945 Zweiter der Tour du Calvados. Er siegte zudem beim Rennen Paris–Bernay. Ein Jahr später erzielte er den größten Erfolg seiner Laufbahn, als er das Straßenrennen der UCI-Weltmeisterschaft der Amateure in Zürich vor dem Schweizer Ernst Stettler gewann. 1947 löste er eine Lizenz als Berufsfahrer und fuhr zunächst für das französische Team Riva Sport-Dunlop. Er konnte als Profi vier Rennen gewinnen; der wichtigste Sieg gelang ihm beim Rennen von Bordeaux nach Royan 1953. 1947 wurde er Zweiter im Rennen Boucles de la Seine, das regelmäßig kurz vor der Tour de France stattfand. Er startete auch bei Querfeldeinrennen, allerdings ohne größere Erfolge.